# 哈日淖日 (达尔罕茂明安联合旗)
哈日淖日也作哈尔诺尔、哈尔淖尔，是一个位于中国内蒙古自治区包头市达尔罕茂明安联合旗巴音花镇境内的内流盐湖，位于巴音花镇政府驻地西北约9千米处，湖面海拔1102.9米，水面面积4.7平方千米。《中国河湖大典·西北诸河卷》则记载水面面积6.88平方千米，水深8～9米。